# Colostygia ochrearia
Colostygia ochrearia är en fjärilsart som beskrevs av Otto Staudinger 1901. Colostygia ochrearia ingår i släktet Colostygia och familjen mätare. Inga underarter finns listade i Catalogue of Life.